# Rio Ronuro
Der Rio Ronuro ist einer der beiden Quellflüsse des Rio Xingu im Bundesstaat Mato Grosso in Brasilien. Er entspringt etwa 230 km nordöstlich der Stadt Cuiabá am Südrand des Amazonasbeckens und fließt zunächst in überwiegend nördliche Richtung. Nach dem Erreichen des Parque Indígena do Xingu wendet er sich nach Nordosten und bildet schließlich zusammen mit dem Rio Culuene den Rio Xingu. Der letzte Nebenfluss, der Rio Batoví, mündet nur 1,3 km vor diesem Zusammenfluss.